# فرانتس کراتهاوزن
فرانتس کراتهاوزن (انگلیسی: Franz Krauthausen؛ زادهٔ ۲۷ فوریهٔ ۱۹۴۶) بازیکن فوتبال اهل آلمان است.
از باشگاه‌هایی که در آن بازی کرده‌است می‌توان به باشگاه فوتبال ولندام، باشگاه فوتبال کلن، باشگاه فوتبال شالکه ۰۴، لاس وگاس کوئیکسیلورز، و باشگاه فوتبال بایرن مونیخ اشاره کرد.